# Ze’ew Cur
Ze’ew Cur (hebr.: זאב צור, ang.: Ze'ev Tzur, Zeev Tsur, ur. 11 września 1911 na terenie obecnej Polski, zm. 28 września 1998) – izraelski inżynier i polityk, wiceminister rolnictwa w latach 1955–1959, poseł do Knesetu - w latach 1955–1959 z listy Achdut ha-Awoda, w latach 1965–1969 z listy Koalicji Pracy.
Do 1931 mieszkał w Polsce, następnie wyemigrował do Palestyny
W wyborach parlamentarnych w 1955 po raz pierwszy dostał się do izraelskiego parlamentu. Ponownie dostał się do Knesetu w wyborach w 1965.